# Coconut Creek
Coconut Creek ist eine Stadt im Broward County im US-Bundesstaat Florida. Das U.S. Census Bureau hat bei der Volkszählung 2020 eine Einwohnerzahl von 57.833 ermittelt. Das Stadtgebiet hat eine Größe von 30,5 km².
Der Ort nennt sich Butterfly Capital of the World aufgrund des 1988 eröffneten Schmetterlingszoos Butterfly World.

## Geographie
Coconut Creek befindet sich etwa 15 km nördlich von Fort Lauderdale und 45 km nördlich von Miami. Angrenzende Kommunen sind Parkland, Coral Springs, Margate, Pompano Beach und Deerfield Beach.

## Demographische Daten
Laut der Volkszählung 2010 verteilten sich die damaligen 52.909 Einwohner auf 22.754 Haushalte. Die Bevölkerungsdichte lag bei 1769,5 Einw./km². 75,3 % der Bevölkerung bezeichneten sich als Weiße, 13,7 % als Afroamerikaner, 0,1 % als Indianer und 3,8 % als Asian Americans. 4,0 % gaben die Angehörigkeit zu einer anderen Ethnie und 3,0 % zu mehreren Ethnien an. 20,4 % der Bevölkerung bestand aus Hispanics oder Latinos.
Im Jahr 2010 lebten in 29,8 % aller Haushalte Kinder unter 18 Jahren sowie 32,6 % aller Haushalte Personen mit mindestens 65 Jahren. 59,9 % der Haushalte waren Familienhaushalte (bestehend aus verheirateten Paaren mit oder ohne Nachkommen bzw. einem Elternteil mit Nachkomme). Die durchschnittliche Größe eines Haushalts lag bei 2,32 Personen und die durchschnittliche Familiengröße bei 2,97 Personen.
23,7 % der Bevölkerung waren jünger als 20 Jahre, 26,0 % waren 20 bis 39 Jahre alt, 27,3 % waren 40 bis 59 Jahre alt und 23,1 % waren mindestens 60 Jahre alt. Das mittlere Alter betrug 40,3 Jahre. 46,6 % der Bevölkerung waren männlich und 53,4 % weiblich.
Das durchschnittliche Jahreseinkommen lag bei 50.990 $, dabei lebten 8,4 % der Bevölkerung unter der Armutsgrenze.
Englisch war im Jahr 2000 die Muttersprache von 79,23 % der Bevölkerung, spanisch sprachen 11,18 % und 9,59 % hatten eine andere Muttersprache.

## Schulen
Neben den staatlichen Schulen Broadway High School, Monarch High School und Coconut Creek High School, befindet sich die private North Broward Preparatory School in Coconut Creek.

## Religion
In Coconut Creek gibt es derzeit 10 verschiedene Kirchen aus drei verschiedenen Konfessionen. Unter den zu einer Konfession gehörenden Kirchen ist die Katholische Kirche mit drei Kirchen am stärksten vertreten. Es gibt zwei zu keiner Konfession gehörende Kirchen (Stand: 2004).

## Wirtschaft
Die größten Arbeitgeber waren 2018:
| Arbeitgeber                   | Arbeitnehmer |
| ----------------------------- | ------------ |
| Seminole Coconut Creek Casino | 1960         |
| Broward College North         | 998          |
| Broward County School Board   | 908          |
| Publix                        | 608          |
| Atlantic Technical College    | 469          |
| City of Coconut Creek         | 410          |
| Walmart                       | 326          |
| Food for the Poor             | 324          |
| Al Hendrickson Toyota         | 302          |
| Vista BMW                     | 300          |

## Verkehr
Das Stadtgebiet wird vom Florida’s Turnpike, vom U.S. Highway 441 sowie von den Florida State Roads 7, 810, 814, 834 und 869 (Sawgrass Expressway, mautpflichtig) durchquert bzw. tangiert. Die nächsten Flughäfen sind der Pompano Beach Airpark (national) sowie der Fort Lauderdale-Hollywood International Airport.

## Kriminalität
Die Kriminalitätsrate lag im Jahr 2012 mit 215 Punkten (US-Durchschnitt: 301 Punkte) im durchschnittlichen Bereich. Es gab einen Mord, zehn Vergewaltigungen, 32 Raubüberfälle, 64 Körperverletzungen, 270 Einbrüche, 1265 Diebstähle und 87 Autodiebstähle sowie vier Brandstiftungen.

## Persönlichkeiten
- Andrew Yogan (* 1991), Eishockeyspieler